# Haraholm, Ingå
Haraholm är en ö i Finland. Den ligger i Finska viken och i kommunen Ingå i den ekonomiska regionen  Raseborg i landskapet Nyland, i den södra delen av landet. Ön ligger omkring 40 kilometer väster om Helsingfors.
Öns area är 6,8 hektar och dess största längd är 380 meter i öst-västlig riktning.